# Округ Сент Џеневив (Мисури)
Сент Џеневив (енгл. Ste. Genevieve County) је округ у америчкој савезној држави Мисури.

## Демографија
По попису из 2010. године број становника је 18.145, што је 303 (1,7%) становника више него 2000. године.
| Група             | 2000.          | 2010.          |
| Белци             | 17.404 (97,5%) | 17.607 (97,0%) |
| Афроамериканци    | 128 (0,7%)     | 118 (0,7%)     |
| Азијати           | 29 (0,2%)      | 49 (0,3%)      |
| Хиспаноамериканци | 132 (0,7%)     | 149 (0,8%)     |
| Укупно            | 17.842         | 18.145         |